# Bulbophyllum sessiliflorum
Bulbophyllum sessiliflorum là một loài phong lan thuộc chi Bulbophyllum.